# Gérard II d'Enghien
Pour les articles homonymes, voir Enghien.
Gérard II d'Enghien, chevalier était un seigneur d'Havré, né aux alentours de 1320, mort en 1385.

## Biographie
Il était le fils de Gérard d'Enghien-Havré et de Marie de Rumigny. Il était châtelain de Mons, seigneur d'Havré de Ghlin et de Goegnies. Mineur à la mort de son père, il fut placé sous la tutelle de sa sœur Jeanne d'Enghien dite de Fagnole jusqu'à sa majorité le 12 mai 1379 puis céda par acte  la châtellenie de Mons, les titres de Havré et Ghlin à son fils Jacques. Il devint ensuite seigneur de Ghlin, Biévennes, Fagnoles, Wiège et Harvengt le 8 mai 1383. Il fonda la chapelle de St-Antoine en Barbefosse qui se trouve encore actuellement dans le bois d'Havré, honorant ainsi une promesse qu'il fit en Terre Sainte se trouvant dans une situation dangereuse. son tombeau se trouvait au Val des Ecoliers à Mons. Son blason est gironné de 10 pièces, les girons impairs sont d'or et les girons pairs sont de gueules ; chaque giron de gueules chargé de 3 croisettes recroisettées au pied fiché d'argent. En cœur figure un écusson de la famille de Rumigny qui est "d'or au double trécheur fleuronné et contre fleuronné de sinople au sautoir de gueules sur le tout" (Gelre no 1018 et 1089) (la Cour Amoureuse f° 40r lui donne "3 croisettes d'or" et au f° 42v lui donne "gironné d'argent et de gueules" aux armes de Rumigny, mais c'est une erreur).

## Filiation
Gérard épouse Jeanne de Brabançon, dame de Haneffe, Warfusée, Presles et Walhain, fille de Nicolas de Brabançon et de Margueritte d'Agimont, ils eurent comme descendance :
- Gérard III d'Enghien, dit le barbu ;
- Jeanne d'Enghien, qui fut mariée 3 fois, en 1374 avec Jacques de Werchin sénéchal du comté de Hainaut, en secondes noces avec Colart d'Auxy et enfin avec Jacques d'Harcourt comte de Montgommery ;
- Jacques d'Enghien.

Gérard eut hors mariage deux bâtards :
- Jake bâtard d'Havré ;
- Gérard Bâtard, dit callonge.

## Sources
- Étienne Pattou .